# Reprezentacja Portugalii na Mistrzostwach Europy w Wioślarstwie 2010
Reprezentacja Portugalii na Mistrzostwach Europy w Wioślarstwie 2010 liczyła 22 sportowców. Najlepszym wynikiem było 2. miejsce w dwójce podwójnej wagi lekkiej mężczyzn.

## Medale

### Złote medale
Brak

### Srebrne medale
dwójka podwójna wagi lekkiej (LM2x): Pedro Fraga, Nuno Mendes

### Brązowe medale
ósemka wagi lekkiej (LM8+): João Gabriel, Manuel Ferreira, Octavio Barbosa Ribeiro, João Rodrigues, Pedro Vitor, Jorge Correia Carvalho, João Costa Amorim, Ricardo Carraco, Rui Torres

## Wyniki

### Konkurencje mężczyzn
- jedynka wagi lekkiej (LM1x): Diogo Pinheiro – 8. miejsce
- dwójka podwójna (M2x): Miguel Menezes, Leonardo Vale – 17. miejsce
- dwójka podwójna wagi lekkiej (LM2x): Pedro Fraga, Nuno Mendes – 2. miejsce
- czwórka podwójna (M4x): Pedro Ramos, Paulo Quesado, Tomé Perdigão, Bruno Amorim – 11. miejsce
- ósemka wagi lekkiej (LM8+): João Gabriel, Manuel Ferreira, Octavio Barbosa Ribeiro, João Rodrigues, Pedro Vitor, Jorge Correia Carvalho, João Costa Amorim, Ricardo Carraco, Rui Torres – 3. miejsce

### Konkurencje kobiet
- jedynka (W1x): Sara Silva Rebelo – 10. miejsce
- jedynka wagi lekkiej (LW1x): Tania Saraiva – 10. miejsce
- dwójka podwójna wagi lekkiej (LW2x): Janine Coelho, Carla Mendes – 12. miejsce